# Suimanga de Bannerman
El suimanga de Bannerman (Cyanomitra bannermani) és un ocell de la família dels nectarínids (Nectariniidae).

## Hàbitat i distribució
Habita zones de selva i bosc del centre i nord d'Angola, sud-est de la República Democràtica del Congo i l'extrem nord-oest de Zàmbia.